# Louis François Armand de Vignerot du Plessis

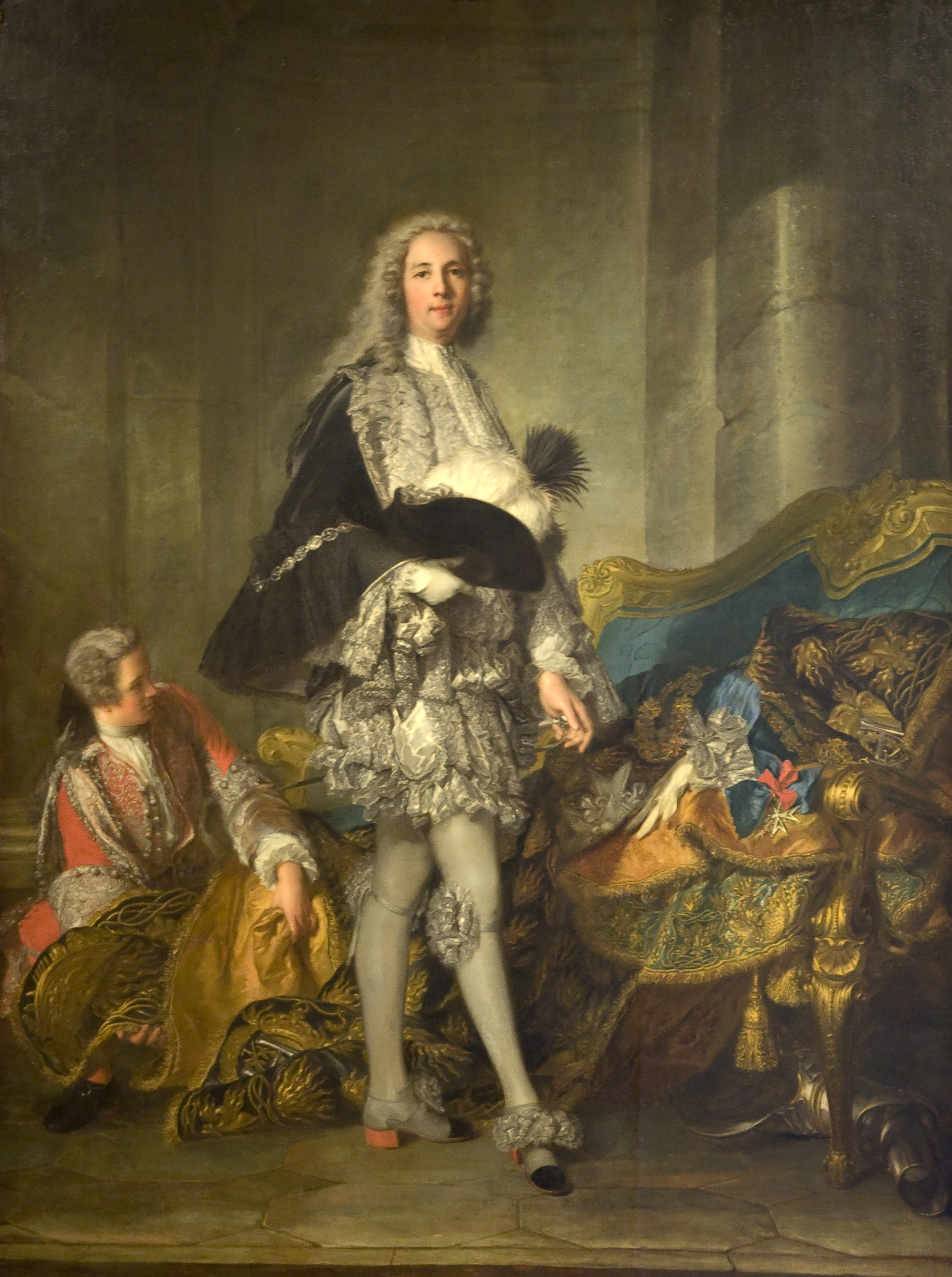
El mariscal de Richelieu, por Jean-Marc Nattier, Lisboa, Museo Calouste Gulbenkian.

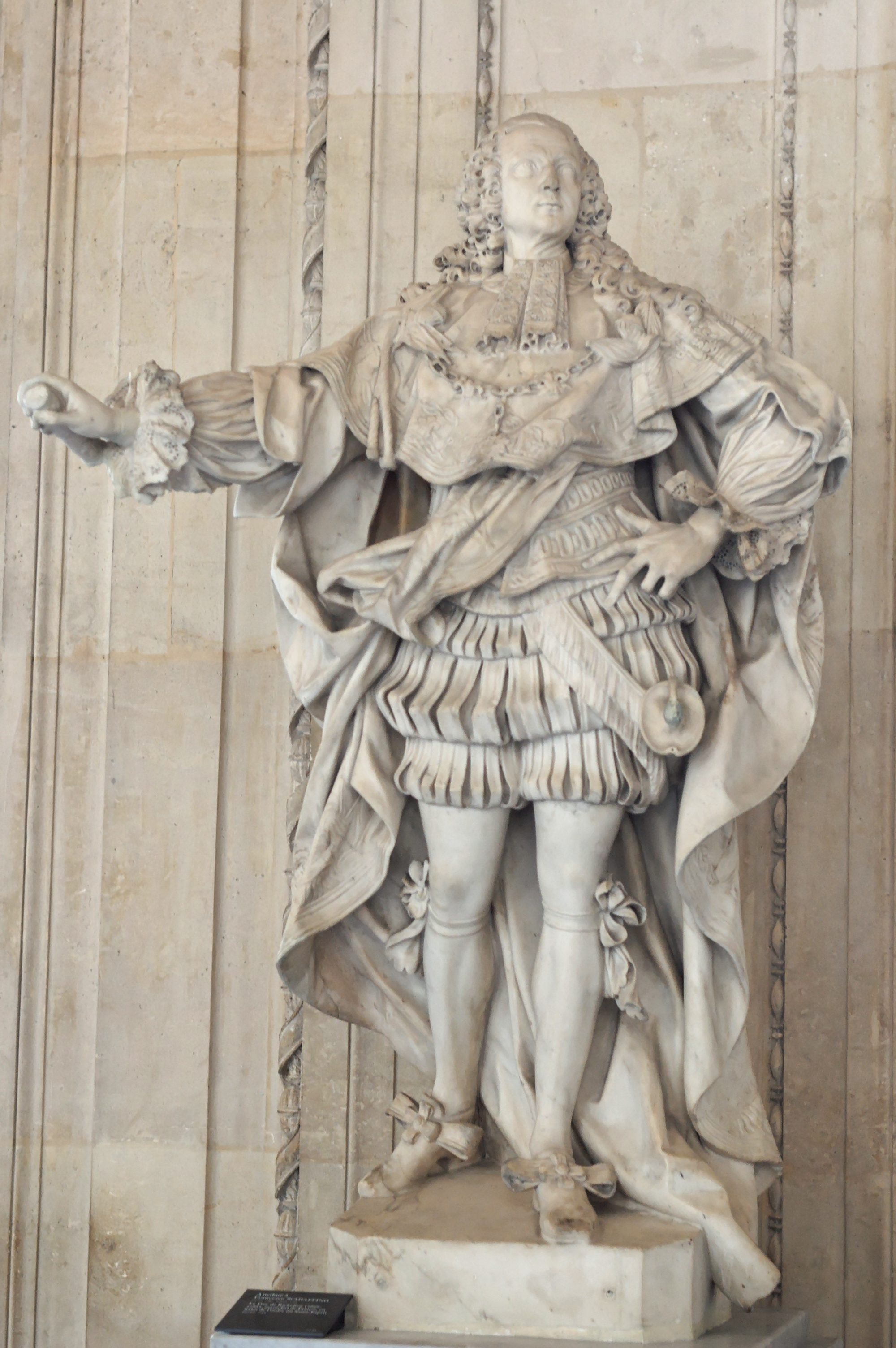
El duque de Richelieu con traje de caballero de la Orden del Espíritu Santo, por Francesco Schiaffino (1748), museo del Louvre.

El mariscal Louis François Armand de Vignerot du Plessis (13 de marzo de 1696 - 8 de agosto de 1788), duque de Fronsac, duque de Richelieu (1715), príncipe de Mortagne, marqués de Pont-Courlay, conde de Cosnac, barón de Barbezieux, barón de Coze, barón de Augenon y par de Francia.

## Biografía
Último sobrino nieto del cardenal Richelieu, fue ahijado de Luis XIV y de la duquesa de Borgoña. Se casó tres veces. El 12 de febrero de 1711 se casó con Anne-Catherine de Noailles, Mademoiselle de Noailles (muerta en 1716 sin descendencia). El 7 de abril de 1734 contrajo nuevas nupcias con Élisabeth Sophie de Lorraine, Mademoiselle de Guise (fallecida 1740) con la que tuvo tres hijos:
1. Louis Antoine Sophie de Vignerot du Plessis (1736-1791), duque de Fronsac.
2. Jeanne Sophie Elisabet (1740-1769), condesa Casimir Pignatelli.
3. Louise Armand Septimanie de Vignerot du Plessis (1740, gemela de la anterior, muerta muy niña)

Por último y a los 84 años, se casó en 1780 con la joven Jeanne de Lavaulx.
Apodado el "Alcibíades francés", se hizo célebre por sus excesos, sus aventuras amorosas y sus duelos que le reportaron, en su juventud, el permanecer prisionero durante catorce meses en la Bastilla. Fue uno de los numerosos amantes de la duquesa de Berry, hija mayor del Regente. Nuevamente fue encarcelado por un duelo en 1716 y, el 20 de marzo de 1719, tomó parte en la Conspiración de Cellemare. Los cargos contra él fueron tan graves que el Regente declaró: "Si M. de Richelieu tuviera cuatro cabezas, pagaría de mi bolsillo porque le cortaran las cuatro…" y añadió: "Si sólo tuviera una…", antes de concederle la libertad a instancias de su hija Carlota Aglaé de Orleans, madame de Valois, que estaba locamente enamorada de Richelieu, pero le arrancó la promesa de que no se casaría con él.
Entre sus muchas conquistas femeninas se puede citar, también, a la marquesa de Châtelet (1733).
Gracias a la protección de la Jeanne Agnès Berthelot de Pléneuf, marquesa de Prie fue nombrado embajador en Viena (1725-1729) y después en Dresde, demostrando en ambas ser un hábil diplomático.
En 1743 fue nombrado Primer gentilhombre de la Cámara y, en 1755, gobernador de Guyena, donde descubrió y apreció los vinos de Burdeos.
Guerrero valeroso, combatió con distinción en numerosas batallas entre 1733 y 1758, siendo decisiva su intervención en la Batalla de Fontenoy (1745). Fue nombrado mariscal de Francia en 1748.
Brillante cortesano, tuvo gran influencia sobre Luis XV, hasta que Madame de Pompadour, ofendida por oponerse Richelieu al matrimonio de su hijo, el duque de Fronsac, con su hija Alexandrine Le Normant d'Étiolles, le alejó del rey sin llegar a privarle, del todo, de su favor.
Mecenas generoso, fue amigo de Voltaire, al que recibía, a menudo, en sus residencias de París, Versalles y Fontainebleau.
A pesar de su desconocimiento de la ortografía, fue elegido por unanimidad miembro de la Academia francesa el 25 de noviembre de 1720. Su discurso de admisión fue escrito por Bernard le Bovier de Fontenelle, Campistron y Destouches. Tuvo gran influencia en el seno de la Academia y, en 1731, fue elegido miembro honorario de la Academia de Ciencias Francesa.
El 1 de enero de 1729 fue nombrado caballero de la Orden del Espíritu Santo.